# Eueides isabella
Eueides isabella is een vlinder uit de familie van de Nymphalidae. De wetenschappelijke naam van de soort is, als Papilio isabella, voor het eerst geldig gepubliceerd in 1781 door Caspar Stoll.

## Kenmerken
Deze relatief kleine vlinders hebben korte antennes met de kleuren zwart (mannetje) en geel (vrouwtje).

## Verspreiding en leefgebied
Deze vlindersoort komt voor van Mexico tot aan het Amazonegebied in Zuid-Amerika.

## Waardplanten
De waardplanten zijn Passiflora platyloba en Passiflora ambigua.

## Ondersoorten
- Eueides isabella isabella
- Eueides isabella arquata Stichel, 1903
- Eueides isabella cleobaea Geyer, 1832
- Eueides isabella dianasa (Hübner, 1806)
  - = Nereis dianasa Hübner, 1806
- Eueides isabella dissoluta Stichel, 1903
- Eueides isabella dynastes C. & R. Felder, 1861
- Eueides isabella ecuadorensis Strand, 1912
- Eueides isabella eva (Fabricius, 1793)
  - = Papilio eva Fabricius, 1793
  - = Eueides zorcaon Reakirt, 1866
- Eueides isabella hippolinus Butler, 1873
  - = Eueides imitans Seitz, 1912
- Eueides isabella huebneri Ménétriés, 1857
  - = Eueides pellucida Srnka, 1885
  - = Eueides isabella seitzi Stichel, 1903
- Eueides isabella melphis (Godart, 1819)
  - = Heliconia isabella melphis Godart, 1819
- Eueides isabella nigricornis Maza, 1982